# Bara no Sōretsu
Bara no Sōretsu (薔薇の葬列, Funeral das Rosas (título em Portugal) ou O Funeral das Rosas (título no Brasil)) é um filme japonês do género drama, realizado e escrito por Toshio Matsumoto, adaptado livremente com base na peça teatral Édipo Rei do dramaturgo grego Sófocles, e protagonizado por Peter, Osamu Ogasawara, Yoshio Tsuchiya e Emiko Azuma. Estreou-se no Japão a 13 de setembro de 1969.
O filme foi rodado em Tóquio, e a sua estética influenciou em grande parte o filme Laranja Mecânica, realizado por Stanley Kubrick em 1971.

## Elenco
- Peter como Eddie
- Osamu Ogasawara como Leda
- Yoshio Tsuchiya como Gonda
- Emiko Azuma como mãe de Eddie
- Toyosaburo Uchiyama como Guevera
- Don Madrid como Tony
- Koichi Nakamura como Juju
- Chieko Kobayashi como Okei
- Shōtarō Akiyama
- Kiyoshi Awazu